# Graeme Macrae Burnet
Graeme Macrae Burnet es un aclamado autor escocés. Su primera novela La Desaparición de Adèle Bedeau  fue galardonada con el premio Scottish Book Trust New Writer Award en 2013, y su segunda novela Un plan sangriento (2015) (Editorial Impedimenta, 2019) fue preseleccionada para el 2016 Man Booker Price Su tercera novela, The Accident on the A35 es una secuela  a La Desaparición de Adèle Bedeau. En 2017,  ganó el premio Sunday Herald Culture Awards en la categoría mejor autor del año. En 2022 publicó su cuarta novela, Caso clínico (Editorial Impedimenta, 2022), un thriller psicológico ambientado en el Londres de los años 60.
Una reseña en The Guardian catalogó las novelas Burnet como un experimento con el género policiaco al que se podría denominar “falso true crime”.
También ha escrito algún artículo ocasional para El Guardián, El Observador y Le Monde.

## Vida personal
Burnet Nació en Kilmarnock, Escocia, en 1967. Por parte de madre, tiene lazos familiares a las Tierras altas de noroeste. Es licenciado en Literatura inglesa y Estudios de Seguridad por la Universidad Internacional de Glasgow y la Universidad de St Andrews respectivamente. Tras finalizar los estudios universitarios,  dedicó algunos años trabajando como profesor de inglés en Praga, Bordeaux, Porto y Londres, para después regresar a Glasgow y trabajar durante ocho años con varias compañías televisivas independientes.

## Novelas

### La Desaparición de Adèle Bedeau (2013)
La Desaparición de Adèle Bedeau es un convincente retrato psicológico, localizado en una pequeña ciudad francesa, de un tipo inquietante cuya imaginación le lleva al límite y a cometer acciones que nunca imaginaba. 
La novela fue galardonada con el premio New Writer’s Award from the Scottish Book Trust y fue seleccionada entre las finalistas del premio Waverton Good Read Award. el diario The Herald describió el libro como “un inquietante thriller psicológico muy accesible y satisfactorio.”

### Un Plan Sangriento (2015)
La segunda novela de Burnet narra la historia de un triple asesinato brutal en una localidad remota de las montañas escocesas en la década de 1860. La obra fue aclamada por críticos y fue muy popular entre los lectores, Un plan sangriento (Editorial Impedimenta, 2019) ganó los premios Saltire Society Fiction Book of the Year y el Vrij Nederland Thriller of the Year. Sea seleccionado entre los finalistas para el Man Booker Prize, el premio de LA Times Book Awards  y el premio European Crime Fiction Prize en 2017. 
Un plan sangriento ha sido publicado en más de 20 idiomas entre los que se incluyen alemán, ruso, chino, francés, español, persa y estonio. The Telegraph lo describió como “una asombrosa obra de literatura” y una reseña en The Guardian escribió que la novela “es merecedora de la tremenda atención que el premio el Booker le ha dado".

### The accident on the A35 (2017)
The accident on the A35 (2017) es la secuela de La desaparición de Adèle Bedeau  (Editorial Impedimenta, 2021)y la segunda parte de la llamada trilogía de Saint-Luois. Esta novela era finalista de los premios Theakston Old Peculier Crime Novel of the Year y el Hearst Big Book Awards – Harpers Bazaar Modern Classics ambas nominaciones en el año 2018.
El libro ha sido publicado en castellano.

### Caso clínico (2022)
Caso clínico (2022) es la cuarta novela de Burnet. En ella se narra la compleja relación entre una mujer, su psicólogo y una muerte que les relaciona. Está ambientada en el Londres de los años 60 y tiene como temas principales el fenómeno de la antipsiquiatría, el suicidio y el engaño.